# Каратмень
 Каратмень  (тат. Каратмән, Qaratmän) — деревня в Зеленодольском районе Татарстана. Входит в состав Большеякинского сельского поселения.

## География
Находится в западной части Татарстана, в 37 км к северо-востоку от районного центра —города Зеленодольск, у речки Петьялка.

## История
Известна с 1646 года. 
В исторических документах упоминается также как Каратма. В XVIII — первой половине XIX века жители относились к сословию государственных крестьян (из бывших ясачных татар). Основные занятия жителей в этот период — земледелие и разведение скота, был распространён рогожно-кулеткацкий промысел.
Приход возник не позднее начала XIX века. В 1873 году была построена новая мечеть.
В «Списке населенных мест по сведениям 1859 года», изданном в 1866 году, населённый пункт упомянут как казённая деревня Каратмень 3-го стана Казанского уезда Казанской губернии. Располагалась при безымянном ключе, по левую сторону почтового тракта из Казани в Царёвококшайск, в 38 верстах от уездного и губернского города Казани и в 48 верстах от становой квартиры в казённой деревне Верхние Верески. В деревне, в 26 дворах проживали 207 человек (96 мужчин и 111 женщин).
В начале XX века действовали мечеть, медресе, ветряная мельница, мелочная лавка. В этот период земельный надел сельской общины составлял 402,8 десятины.
До 1920 года деревня входила в Кукморскую волость Казанского уезда Казанской губернии. С 1920 года в составе Арского кантона ТАССР. С 10 августа 1930 года в Дубъязском, с 1 февраля 1963 — в Зеленодольском районах.
В 1931 году в деревне был организован колхоз «Юлдуз №3». С 1957 года деревня в составе птицеводческого совхоза «Ключинский», с 1969 года — овощеводческого совхоза «Уразлинский» (с 1994 г. коллективное предприятие «Уразла», в 2001—2013 гг. общество с ограниченной ответственностью «Уразла», «Якинский», «Прогресс»).
До начала 2000-х годов работала начальная школа.

## Население
Постоянных жителей было: в 1782 — 28 душ мужского пола, в 1859—207, в 1897—301, в 1908—339, в 1920—364, в 1926—512, в 1938—498, в 1949—276, в 1958—301, в 1970—294, в 1979—254, в 1989—202, в 2002—265 (татары 99 %).
Национальный состав
Согласно результатам переписи 2002 года, в национальной структуре населения села татары составляли 99% из 265 человек.